# Crateri di Caronte
Segue una lista dei crateri d'impatto presenti sulla  superficie di Caronte. La nomenclatura di Caronte è regolata dall'Unione Astronomica Internazionale; la lista contiene solo formazioni esogeologiche ufficialmente riconosciute da tale istituzione.
I crateri di Caronte portano i nomi di viaggiatori ed esploratori mitologici o immaginari.

## Prospetto
| Cratere   | Eponimo | Latitudine | Longitudine | Diametro |
| --------- | --- | ---------- | ----------- | -------- |
| Cora      | Cora - La protagonista del romanzo La ferrovia sotterranea. | 17,09° N   | 351,72° E   | 9 km     |
| Dorothy   | Dorothy Gale - La protagonista del romanzo Il meraviglioso mago di Oz.                                                                                          | 58,53° N   | 40,58° E    | 261 km   |
| Nasreddin | Nasreddin Khoja - Eroe di molti racconti popolari del Medio Oriente e dell'Asia Centrale in cui compie numerosi viaggi cavalcando al rovescio il proprio asino. | 25,5° N    | 308,6° E    | 29,7 km  |
| Nemo      | Capitano Nemo - Il capitano del sottomarino Nautilus che appare in due romanzi di Verne, Ventimila leghe sotto i mari e L'isola misteriosa .                    | 15,7° S    | 314,1° E    | 44 km    |
| Pirx      | Pirx - Pilota spaziale, protagonista di molti racconti di Stanisław Lem.                                                                                        | 55,2° N    | 256,3° E    | 90 km    |
| Revati    | Revati - Principessa indiana che compare nel Mahābhārata dove viaggia nello spazio e nel tempo.                                                                 | 20,7° N    | 35,4° E     | 40 km    |
| Sadko     | Sadko - Mercante russo protagonista di molti racconti della Bylina.                                                                                             | 16,1° S    | 331,2° E    | 28 km    |